# 联合国安全理事会第1737号决议
《聯合國安理會1737號決議》是聯合國安理會於2006年12月23日一致通過的一項決議，以制裁伊朗研究濃縮鈾。決議對濃縮鈾有關技術及原料的出入、重水式反應爐及彈道導彈運送發出禁令。

## 外部連結
- （英文）聯合國安理會1737號決議 （页面存档备份，存于）